# Josef Zierden
Josef Zierden (* 23. April 1954 in Prüm) ist ein deutscher Gymnasiallehrer, Literaturmanager und Publizist. Er ist Initiator und Organisator des Eifel Literatur Festivals.

## Studium und Beruf
Josef Zierden studierte Germanistik und Geschichte an der Universität Trier und schloss 1978 mit dem Wissenschaftlichen Staatsexamen 1978 und 1982 mit dem Examen für gymnasiales Lehramt ab. 1984 wurde er mit der Dissertation Das Zeitproblem im Erzählwerk Clemens Brentanos promoviert.
Er war Gymnasiallehrer am Regino-Gymnasium in Prüm, von 1995 bis 2000 Leiter der VHS Trier und Schulleiter am Privaten St.-Josef-Gymnasium Biesdorf. Ab 2001 war er Studiendirektor für Deutsch und Geschichte am St.-Matthias-Gymnasium Gerolstein.

## Ehrenamtliche Tätigkeit
Zierden war Mitbegründer des Geschichtsvereins Prümer Land 1982, Gründungs-Herausgeber der Vereinszeitschrift Der Prümer Landbote (bis 1992). Seit 1994 ist er Initiator und Organisator des Eifel-Literatur-Festivals, das seit 2008 in allen zehn Landkreisen der Eifel stattfindet. Er ist Vorsitzender des 2006 begründeten Literaturbüros Eifel e.V.
Er gehörte Literaturjurys des Landes Rheinland-Pfalz (Martha-Saalfeld-Förderpreis, Georg-K.-Glaser-Preis) an und ist seit 2007 Mitherausgeber der Literaturreihe für junge rheinland-pfälzische Autoren Schrittmacher.

## Publikationen
Zierden war Mitarbeiter des Kritischen Lexikons zur deutschsprachigen Gegenwartsliteratur, von Kindlers Literatur-Lexikon und der Literaturzeitschrift Text und Kritik. Er war Mitherausgeber der rheinland-pfälzischen Jahrbücher für Literatur Bd. 3 und 4. Verfasser zahlreicher regionalliterarischer Aufsätze u. a. im Jahrbuch des Eifelvereins.
- Das Zeitproblem im Erzählwerk Clemens Brentanos (= Trierer Studien zur Literatur. Bd. 11). Frankfurt am Main 1985.
- Die Eifel in der Literatur. Ein Lexikon der Autoren und Werke. Gerolstein 1994.
- Literaturlexikon Rheinland-Pfalz. Frankfurt am Main 1998.
- (Hrsg.) Literarischer Reiseführer Rheinland-Pfalz. Frankfurt am Main 2001.
- Eifel-Krimi-Reiseführer. Auf den Spuren von Jacques Berndorf & Co. Hillesheim 2002; 3. Auflage 2009.
- Krimi-Tour Rheinland-Pfalz. Ein kriminalistischer Reiseführer. Köln 2005.

## Auszeichnungen
- 2011: Wolf-von-Reis-Kulturpreis des Eifelvereins, verliehen im Mai 2011 in Hellenthal
- 2013: Verdienstorden des Landes Rheinland-Pfalz